# Saint-Martin-du-Mont, Côte-d'Or
Saint-Martin-du-Mont är en kommun i departementet Côte-d'Or i regionen Bourgogne-Franche-Comté i östra Frankrike. Kommunen ligger i kantonen Saint-Seine-l'Abbaye som tillhör arrondissementet Dijon. År 2022 hade Saint-Martin-du-Mont 464 invånare.

## Befolkningsutveckling
Antalet invånare i kommunen Saint-Martin-du-Mont
Referens:INSEE